# Dipartimento di Tilcara
Tilcara è un dipartimento argentino, situato nella parte centrale della provincia di Jujuy, con capoluogo Tilcara.
Esso confina con i dipartimenti di Humahuaca, Valle Grande, Ledesma e Tumbaya.
Secondo il censimento del 2010, su un territorio di 1.845 km², la popolazione ammontava a 12.349 abitanti, con un aumento demografico del 18,7% rispetto al censimento del 2001.
Il dipartimento comprende (dati del 2001):
- 1 comune:
  - Tilcara
- 2 commissioni municipali:
  - Huacalera
  - Maimará